# Martha Goldberg

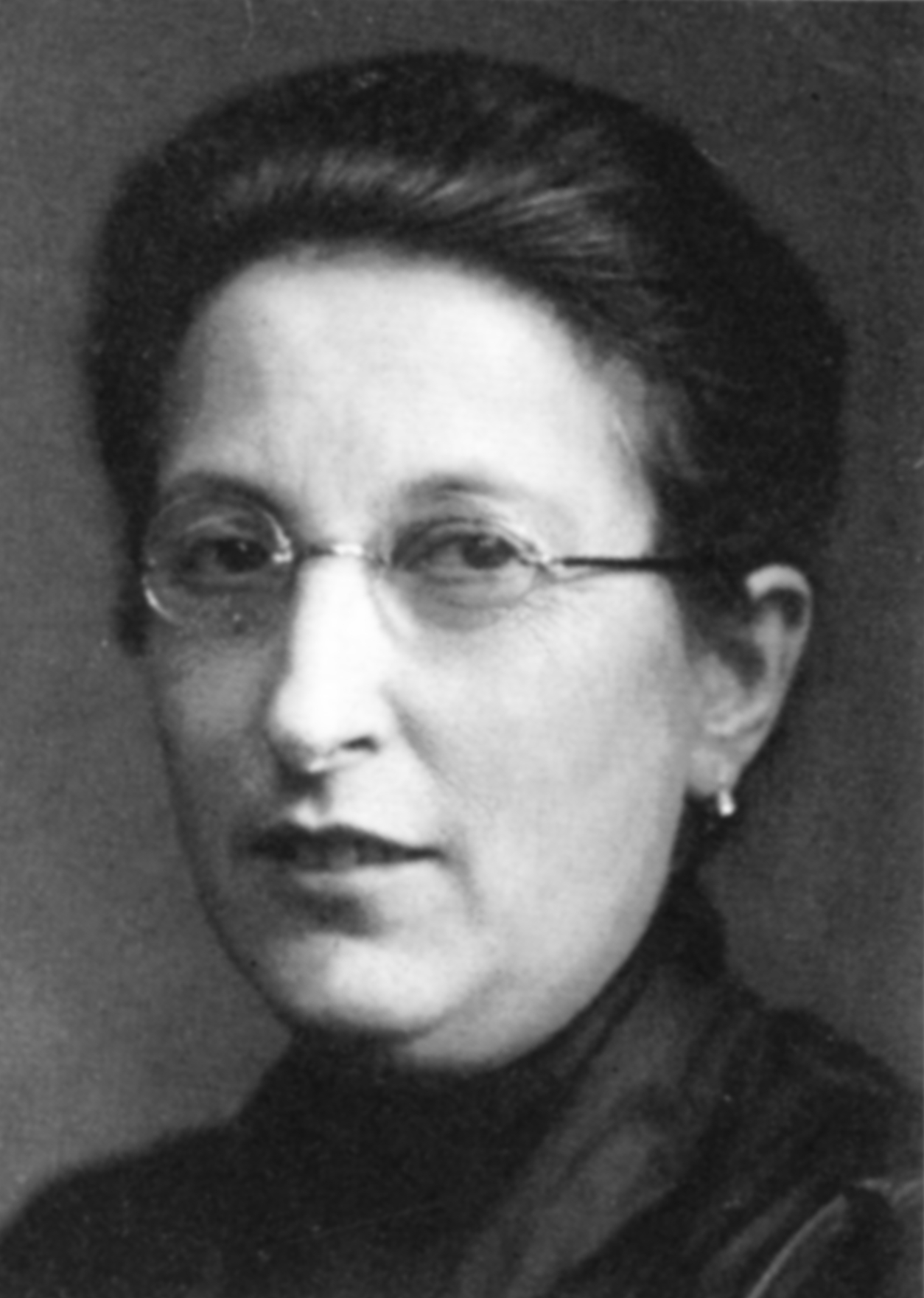
Martha Goldberg (etwa 1915)

Martha Goldberg (* 4. August 1873 in Schwerin als Martha Sussmann; † 10. November 1938 in Burgdamm) war eine deutsche sozial engagierte Frau sowie eines der fünf jüdischen Opfer, die in der Reichspogromnacht in Bremen und in zwei nördlich davon gelegenen Umlandgemeinden von den Nationalsozialisten ermordet wurden. Sie war die Ehefrau des in Burgdamm praktizierenden jüdischen Arztes Adolph Goldberg und genoss durch ihr soziales Handeln hohes Ansehen. Mehr als vier Jahrzehnte lang unterstützte sie auf vielfältige Weise bedürftige Mitbürger, insbesondere aus dem Kreis der Patienten ihres Mannes und deren Familien. Sie wurde zusammen mit ihrem Mann von einem SA-Angehörigen getötet.
Während die Umstände ihrer Ermordung und die strafrechtliche Behandlung während der Zeit des Nationalsozialismus und der Nachkriegszeit durch erhaltene Prozessakten dokumentiert sind, begann eine Aufarbeitung ihres persönlichen Schicksals erst in den 1980er-Jahren. Zum Gedenken an die Ermordeten wurden in Bremen unter anderem ein öffentlicher Platz nach dem Ehepaar Goldberg und ein Kindertagesheim nach Martha Goldberg benannt.

## Leben

### Bis 1933

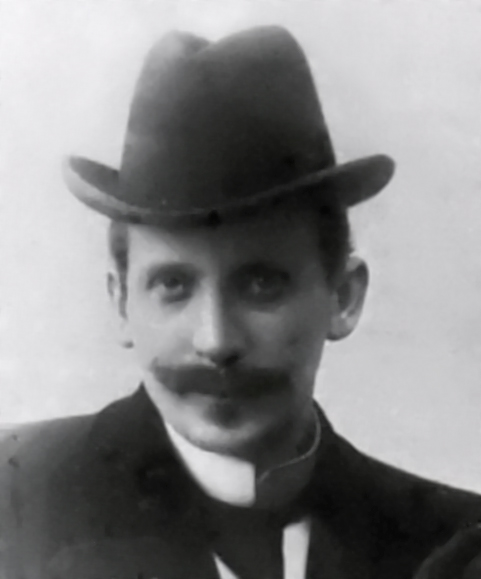
Adolph Goldberg (etwa 1901)

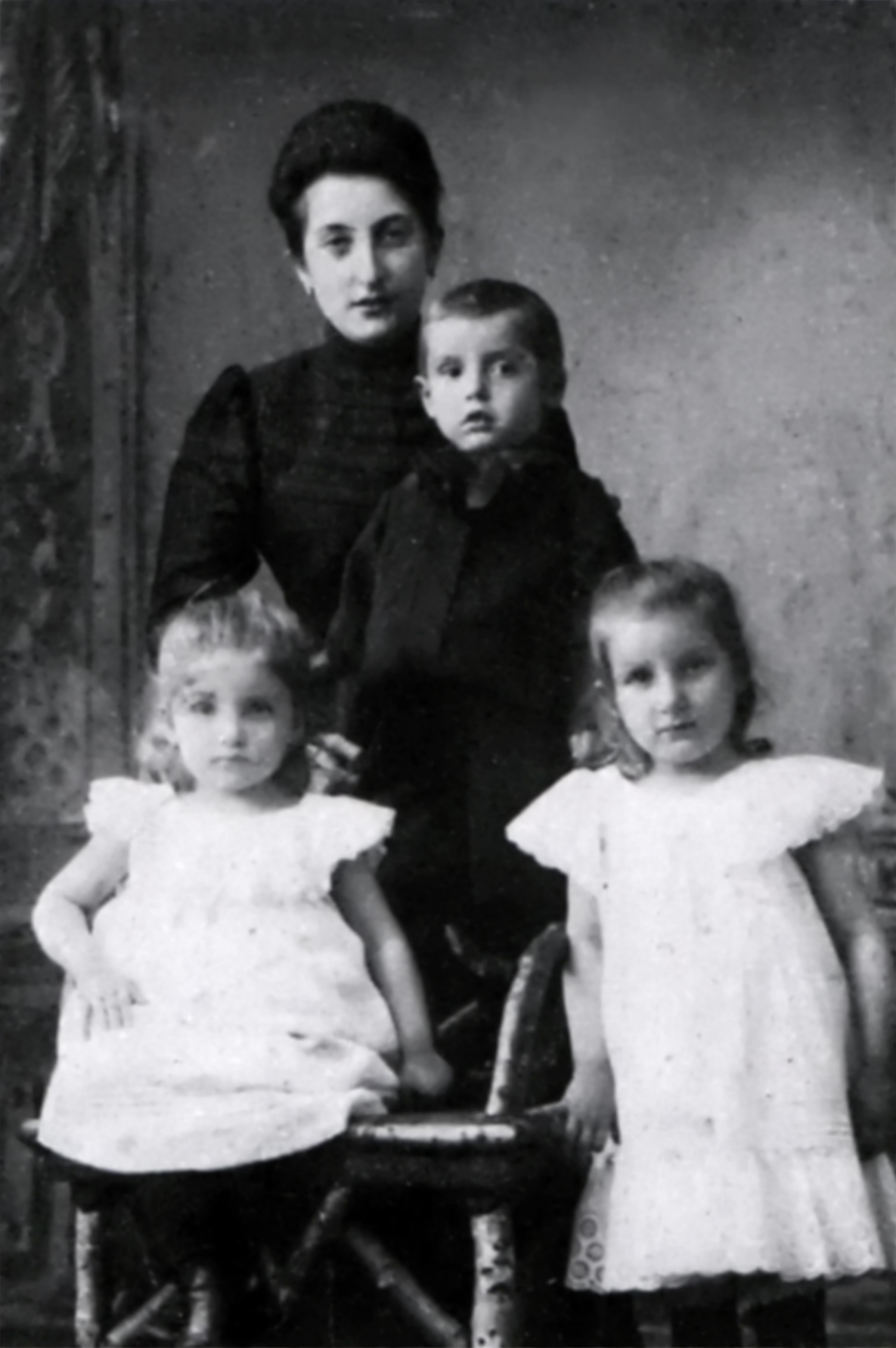
Martha Goldberg mit ihren drei Kindern Käthe, Kurt und Gertrud (von links; etwa 1903)

Martha Sussmann war die Tochter des wohlhabenden Kaufmanns Adolph Sussmann und seiner Ehefrau Bertha, geborene Ahrens. Sie heiratete 1895 in Schwerin den in Soltau geborenen Arzt Adolph Goldberg (auch Adolf Goldberg; 1860–1938) und zog zu ihm in die Gemeinde Lesum (seit 1939 zu Bremen gehörig). Ihr Mann betrieb im dortigen Ortsteil Burgdamm seit 1888 eine Arztpraxis, in der Martha Goldberg fortan als Sprechstundenhilfe, Sekretärin und Buchhalterin mitarbeitete.
Das Ehepaar Goldberg unterstützte seit der Jahrhundertwende in persönlicher Initiative und aus eigenen Mitteln Menschen in seiner Umgebung, die in soziale Not geraten waren. Martha Goldberg galt als eine „außerordentlich aufgeschlossene, aktive, grosszügige und soziale Frau“. So begleitete sie ihren Mann, der auch als erfahrener Geburtshelfer bekannt war, oft bei Krankenbesuchen und kümmerte sich um eine Besserung der Lebensumstände von bedürftigen Patienten. Unter anderem versorgte sie diese teils auch mit warmen Speisen, die in ihrem Haushalt zubereitet wurden, wobei später die Tochter Käthe als junge Erwachsene mitwirkte. Durch ihr soziales Engagement trug sie wesentlich zum Erfolg ihres Mannes als Arzt bei. Das Ehepaar Goldberg genoss „außergewöhnlich hohes Ansehen“, und beide gehörten zu den Honoratioren der Region Burg-Lesum, wo sie voll in das gesellschaftliche Leben integriert waren.
Ihrer patriotischen Gesinnung folgend, unterschrieb Martha Goldberg während des Ersten Weltkriegs die Spendenaufrufe des Flottenbundes Deutscher Frauen für Vegesack und Kreis Blumenthal. Gegen Kriegsende und im Nachkriegsjahr 1919 beteiligte sie sich an einer Hilfsinitiative des Vaterländischen Frauenvereins, bei der Nahrungsmittel verteilt wurden, vorwiegend an unterernährte Kinder.
Im damaligen Lesum war Armut weit verbreitet, besonders in kinderreichen Familien. Hauptarbeitgeber war die 1872/73 gegründete Bremer Woll-Wäscherei gegenüber dem Bahnhof Burg, die 1926 von der Bremer Woll-Kämmerei aufgekauft und 1927 stillgelegt wurde. In der von Massenarbeitslosigkeit geprägten Zeit gegen Ende der Weimarer Republik ab 1929, in der ihr Mann vollends als „Armenarzt“ bekannt wurde, nahm Martha Goldberg ihre „private Sozialfürsorge“ und ihre „Suppenküche“ wieder auf.
Martha und Adolph Goldberg hatten drei Kinder, die Ende der 1890er-Jahre zur Welt kamen, die erstgeborene Tochter Gertrud sowie die einige Jahre jüngeren Zwillinge Käthe und Kurt. Die Geschwister verlebten in Burgdamm eine unbeschwerte Kindheit und Jugend. Die Arztfamilie gehörte zur wohlhabenden bürgerlichen Gesellschaftsschicht. Sie unterhielt vielfältige gesellschaftliche Kontakte und unternahm viele Reisen. Das Ehepaar beschäftigte Hausangestellte wie Haus- und Kindermädchen, und die Kinder erhielten Hausunterricht.

### Zeit des Nationalsozialismus
Wie im gesamten Deutschen Reich wurden die Juden während der Zeit des Nationalsozialismus auch in Bremen und den Nachbargemeinden diskriminiert und verfolgt. So geriet das Ehepaar Martha und Adolph Goldberg nach der Machtübernahme durch die NSDAP im Jahr 1933 und nach den Nürnberger Rassengesetzen von 1935 in eine zunehmende und am Ende völlige Isolation innerhalb ihres Wohn- und sozialen Umfeldes. Bereits ab 1934 ging die Zahl der Patienten spürbar zurück, wobei allerdings auch Altersgründe eine Rolle spielten. 1938 verlor Adolph Goldberg gemäß der „Vierten Verordnung zum Reichsbürgergesetz“ seine ärztliche Approbation und musste seine Arztpraxis schließen. Das Ehepaar Goldberg mied von sich aus den Kontakt zu Freunden und Bekannten, damit diese sich nicht „missliebig“ oder „strafbar“ machten.
Zudem veränderte sich unter der Judendiskriminierung und -verfolgung ihre familiäre Situation radikal. Der Sohn Kurt starb durch Suizid. Die ältere Tochter Gertrud wanderte mit ihrem Mann, dem aus Nienburg/Weser stammenden Textilkaufmann Hans Friedheim, nach Montevideo in Uruguay aus, und die Tochter Käthe, die, vom Elternhaus beeinflusst, den Beruf einer Krankenschwester ergriffen hatte, emigrierte im Herbst 1937 nach Südafrika.

### Novemberpogrom und Ermordung
In Bremen gab es, wie im gesamten Deutschen Reich, zahlreiche nationalsozialistische Organisationen. Gewalttaten gingen anfangs vor allem von der Sturmabteilung (SA) aus. Die Bremer SA unterstand der SA-Gruppe Nordsee, die ihren Sitz ursprünglich in Hannover und seit 1933 in Bremen an verschiedenen Standorten hatte, zuletzt in der Hollerallee 75 (heute Forum Kirche der Bremischen Evangelischen Kirche). Geführt wurde die SA-Gruppe Nordsee (mit 26 SA-Standarten und dementsprechend tausenden von SA-Männern in 18 Städten Norddeutschlands) seit 1935 von Heinrich Böhmcker, der zugleich Bremer Bürgermeister war. Böhmcker nahm am Abend des 9. November 1938 an einem Münchener Treffen von SA-Führern teil. Hier gaben Hitler und sein Propagandaminister Goebbels den Anstoß zu einer deutschlandweiten Terroraktion gegen Juden, der so genannten „Reichspogromnacht“, die bislang meist mit dem inzwischen zunehmend problematisierten Begriff „Reichskristallnacht“ bezeichnet wurde.
Nach einer Hetzrede von Goebbels erteilten die anwesenden Gauleiter und SA-Führer ihren örtlichen Dienststellen entsprechende Befehle. So telefonierte auch Böhmcker mit seinem Stabsbüro in Bremen: Synagogen sollten in Brand gesteckt und Geschäfte jüdischer Inhaber zerstört werden. Und wörtlich: Sämtliche Juden sind zu entwaffnen. Bei Widerstand sofort über den Haufen schießen. Daraufhin wurden noch in der Nacht in der Bremer Neustadt die Fahrradhändlerin Selma Zwienicki und der Kaufmann Heinrich Rosenblum ermordet.
Der Terrorbefehl wurde von Bremen aus nach Geestemünde weitergeleitet, dem „Dienstsitz“ der Standarte 411-Wesermünde und von dort durch Walter Seggermann in verschärfter Form an die Befehlshaber der Lesumer Gliederungen der Standarte, Ernst Röschmann (SA-Sturmbannführer) und Fritz Köster (SA-Sturmhauptführer) weitergegeben: „Großalarm der SA in ganz Deutschland. […] Wenn der Abend kommt, darf es keine Juden mehr in Deutschland geben. Auch Judengeschäfte sind zu vernichten.“ Köster, der zugleich Lesumer Bürgermeister war, reagierte überrascht: „Was soll denn tatsächlich mit den Juden geschehen? – Vernichten!“ Röschmann vergewisserte sich durch einen Anruf bei der SA-Gruppe „Nordsee“ in Bremen, wobei ihm die „Nacht der langen Messer“ bestätigt wurde.
Fritz Köster erteilte daraufhin die Befehle zur Erschießung des Arztehepaars Adolph und Martha Goldberg in Burgdamm und des Monteurs Leopold Sinasohn in der benachbarten Landgemeinde Platjenwerbe, die heute zu Ritterhude gehört. Alle drei wurden noch in der Nacht zum 10. November 1938 ermordet. Das Ehepaar Goldberg wurde von dem ihnen unbekannten SA-Scharführer August Frühling „am Morgen des 10. November 1938 um fünf Uhr aus dem Schlaf gerissen“ und „im Wohnzimmer erschossen“. Frühling gehörte zur Lesumer SA-Einheit „Reservesturm 29/411“ unter dem Kommando des SA-Obersturmführers Friedrich Jahns, der bei der Tötung des Ehepaars Goldberg Beihilfe leistete.
Martha und Adolph Goldberg wurden auf dem jüdischen Friedhof in Ritterhude beerdigt.

## Strafrechtliche Ahndung
Der Tathergang wurde nicht von der Staatsanwaltschaft, sondern vom „Sondersenat Nr. 6 des Obersten Parteigerichts der NSDAP“ untersucht. „Stimmungslage“ der Beteiligten sei es gewesen, dass „nun endlich der Zeitpunkt der restlosen Lösung der Judenfrage für gekommen erachtet wurde und dass die wenigen Stunden bis zum nächsten Tage genützt werden müssten“. Die Männer hätten in der Gewissheit gehandelt, dass derartige Befehle nur im Einverständnis mit den höchsten Stellen gegeben würden. Mit dieser Begründung wurde das Verfahren des Parteigerichts gegen den SA-Angehörigen und „Parteigenossen“ August Frühling und seine Befehlsgeber am 20. Januar 1939 eingestellt.
Am 13. Februar bat der oberste Parteirichter Walter Buch den Führer Adolf Hitler, die Verfahren vor den staatlichen Strafgerichten niederzuschlagen: Nach Feststellung des Obersten Parteigerichts war es in der so genannten „Kampfzeit“ gängige Praxis gewesen, dass die Parteiführung einige Befehle absichtlich unklar ausgab, um als Organisator einer Aktion im Hintergrund bleiben zu können. Für aktive Nationalsozialisten sei es immer noch selbstverständlich, aus Befehlen mehr herauszulesen, als wörtlich gesagt wurde. „Unlautere Motive“ seien nicht festzustellen und „diejenigen Parteigenossen seien zu decken, die aus anständiger nationalsozialistischer Haltung und Einsatzbereitschaft über das Ziel hinausgeschossen“ seien.
Der Täter August Frühling (1885–1966) war Schiffsingenieur, fuhr von 1908 an zur See, diente im Ersten Weltkrieg bei der Kaiserlichen Marine und arbeitete nach 1920 als Maschineningenieur und Betriebsleiter in verschiedenen Firmen oder war arbeitslos. Frühling trat 1933 in die SA und 1937 in die NSDAP ein und wurde 1938 zum SA-Scharführer ernannt. Sein Befehlsgeber Fritz Johann Köster (1906–1993) war kaufmännischer Angestellter, trat 1932 in die SA und 1933 in die NSDAP ein, war von 1934 bis 1939 Bürgermeister in Lesum und anschließend in der Bremer Verwaltung tätig. Köster war von 1943 an Oberregierungsrat, zuletzt Vertreter des Bremer Bausenators, und wurde 1944 zum SA-Obersturmbannführer befördert. Frühlings direkter Befehlsgeber und Mittäter Friedrich Jahns (1885–1939) war Gärtnermeister, Mitglied der SA und Obersturmführer des „SA-Reservesturms 29/411 Lesum-Ritterhude“; er verstarb 1939.
Im Jahr 1948 mussten sich Frühling und Köster, wie auch Walter Seggermann, Ernst Röschmann und weitere Beteiligte wegen der Ermordung des Ehepaars Goldberg bzw. von Leopold Sinasohn vor dem Landgericht Bremen verantworten. Seggermann wurde zu zweieinhalb Jahren, Röschmann zu vier Jahren Gefängnis verurteilt, und der Hauptangeklagte Köster zu lebenslanger Haft. Das Urteil für August Frühling lautete auf zehn Jahre Zuchthaus. Die relativ milden Urteile wegen Totschlags hatten, wie bereits bei dem im Vorjahr vor dem gleichen Gericht geführten Strafverfahren gegen die Mörder des Kaufmanns Heinrich Rosenblum, verschiedene Gründe: Die Verteidigung plädierte auf „Befehlsnotstand und Bewusstseinsstörung der Angeklagten während der Tat“, und das Gericht sah es als erwiesen an, dass das Mordmerkmal „Überlegung“ (heute: Vorsatz) nicht vorlag.
Die lebenslange Haftstrafe von Fritz Köster wurde in der Revisionsverhandlung auf 15 Jahre herabgesetzt, er wurde 1953 vorzeitig entlassen, arbeitete danach bei der Horten AG in Düsseldorf und war in den 1970er-Jahren als Berater für die Bremer Lürssen-Werft tätig. August Frühling wurde 1951 im Zusammenhang mit der vom US-amerikanischen Hohen Kommissar für Deutschland John Jay McCloy geforderten Verkürzung der Strafen von NS-Tätern vom Senat der Freien Hansestadt Bremen begnadigt und arbeitete ab 1952 wieder als Schiffsingenieur.

## Wirkungen und Gedenken

### Aufarbeitung und Gedenken
Eine Aufarbeitung der Judenverfolgung während der NS-Zeit begann in Bremen Ende der 1970er-Jahre eher zögerlich und wurde erst in den 1980er-Jahren in breiteren Bevölkerungsschichten akzeptiert. So erinnert unter anderem seit 1982 eine Gedenktafel des Bremer Bildhauers Claus Homfeld am Kolpinghaus in der Kolpingstraße im Schnoorviertel an die hier 1938 von den Nationalsozialisten in Brand gesetzte und vernichtete Synagoge.

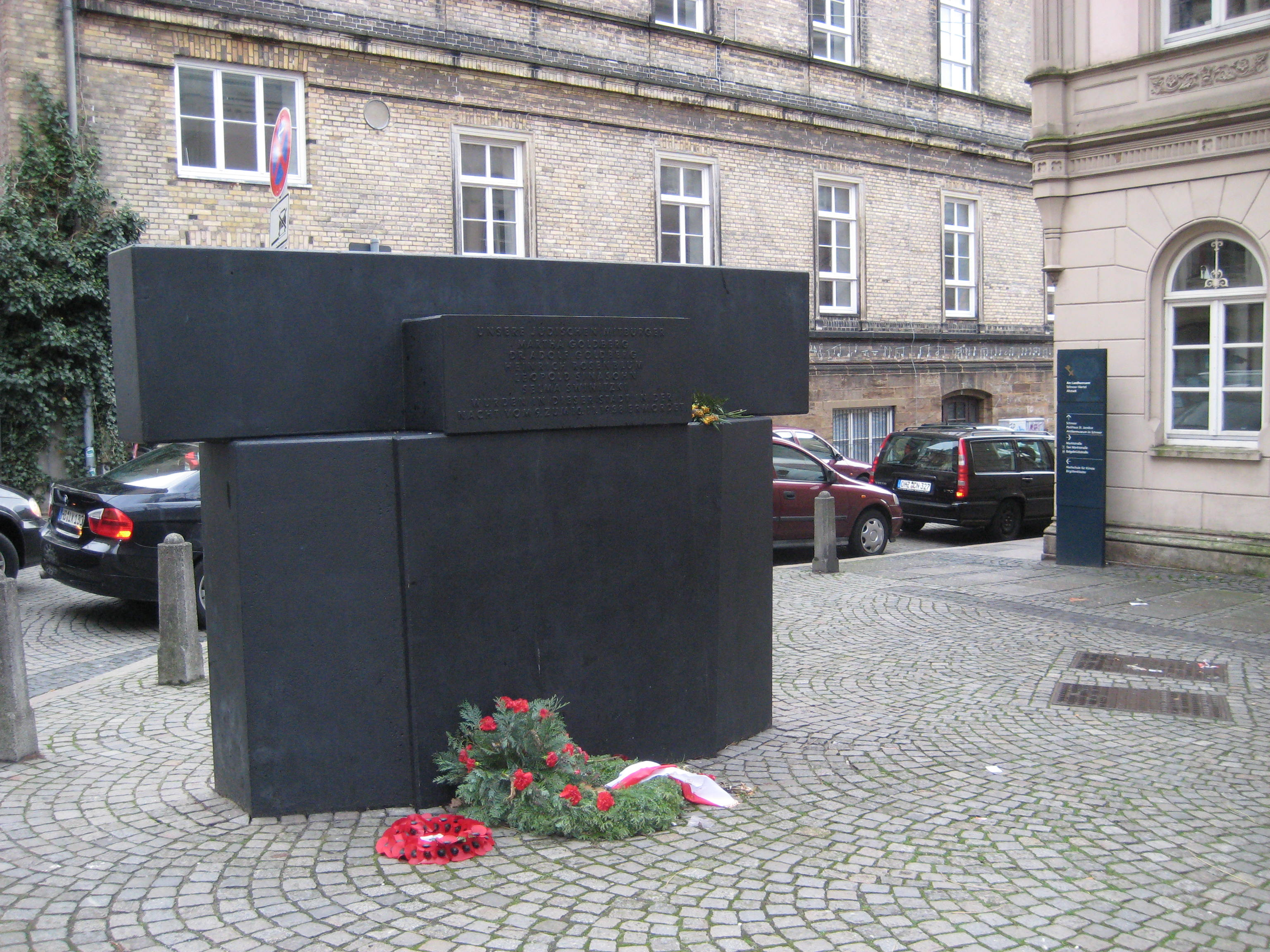
Mahnmal für die Opfer der „Reichskristallnacht“ vor dem Haus Landherrn-Amt im Schnoorviertel

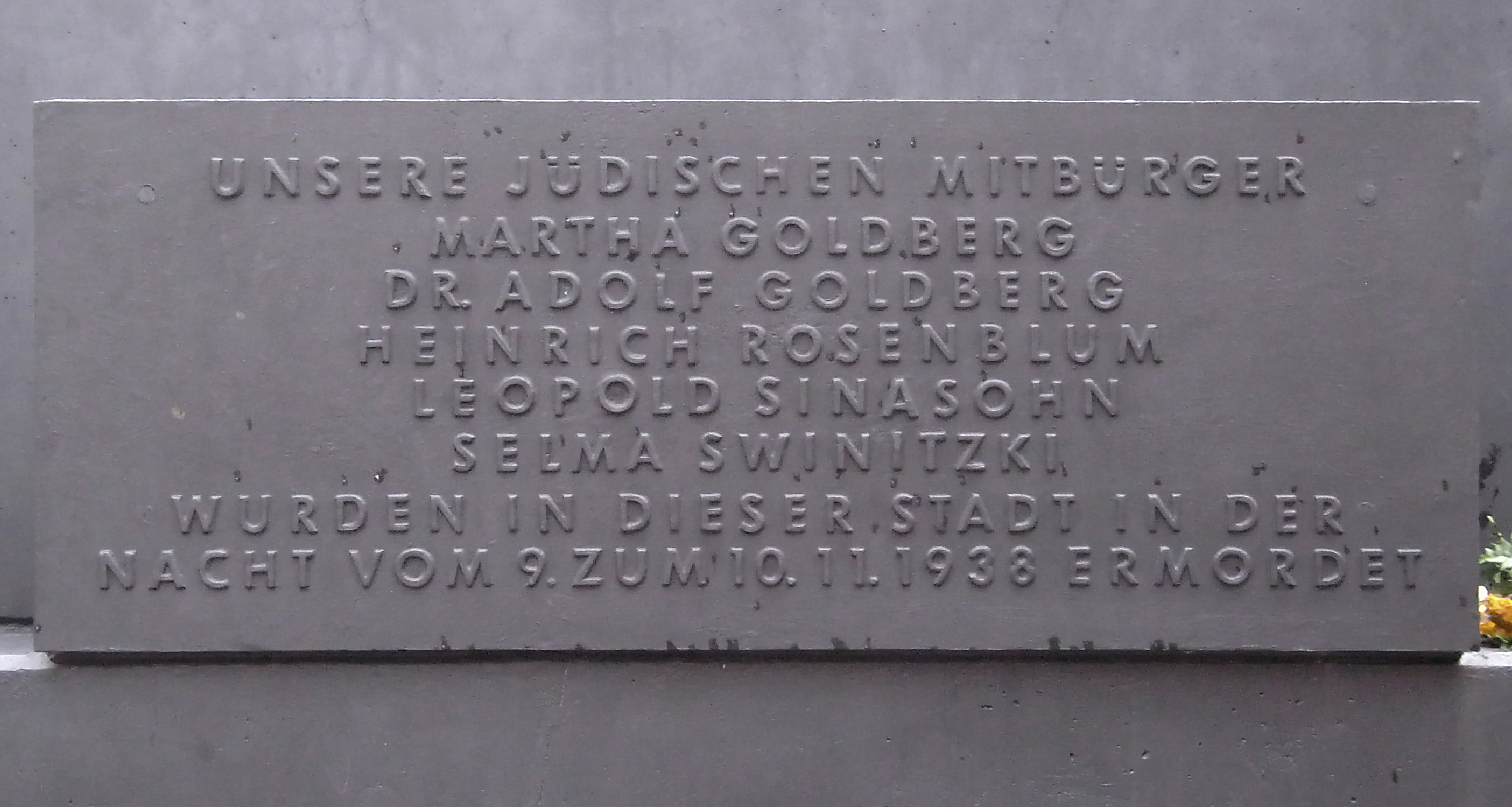
Schrifttafel am Mahnmal für die Opfer der „Reichskristallnacht“

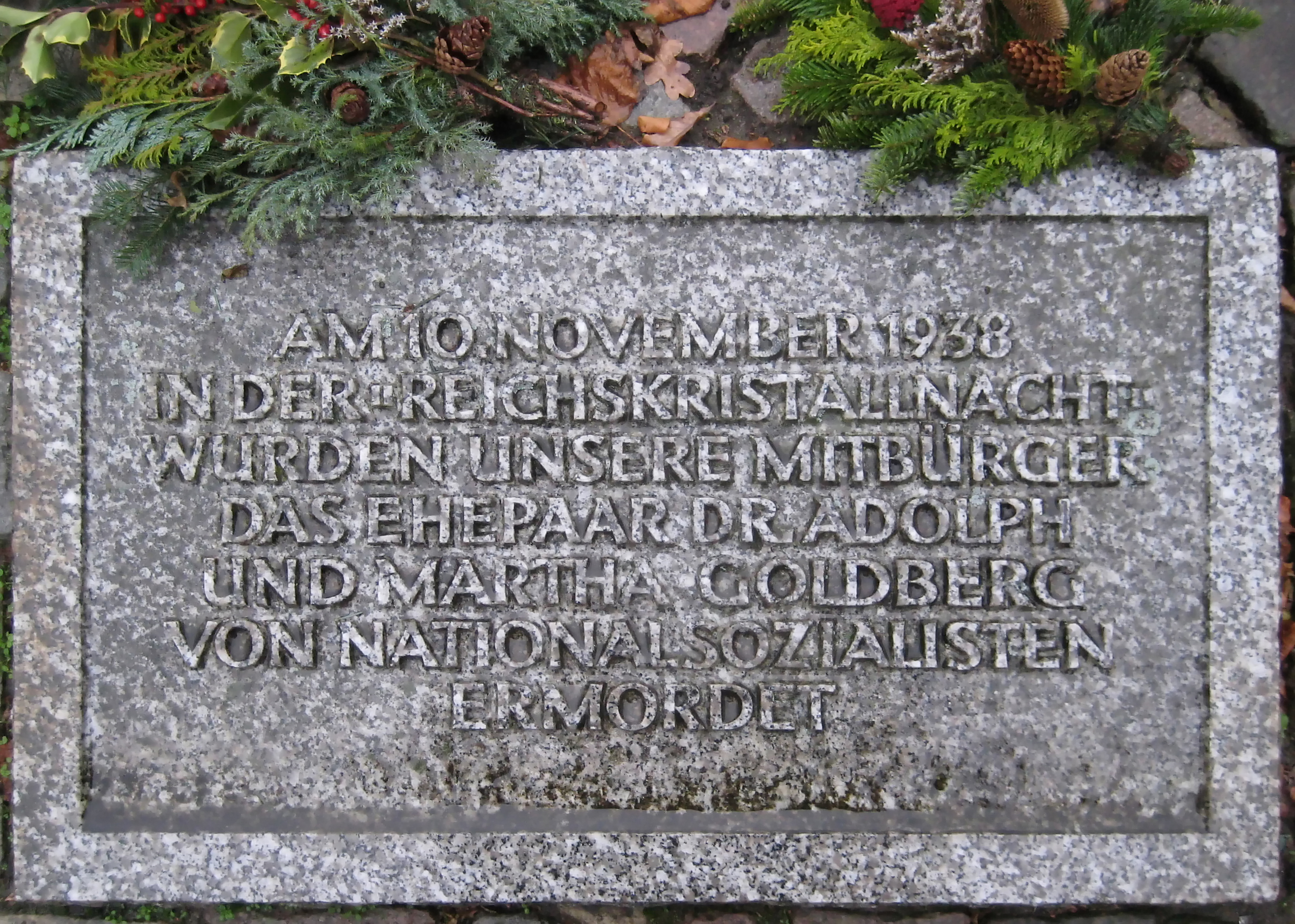
Gedenkstein auf dem Goldbergplatz in Burgdamm

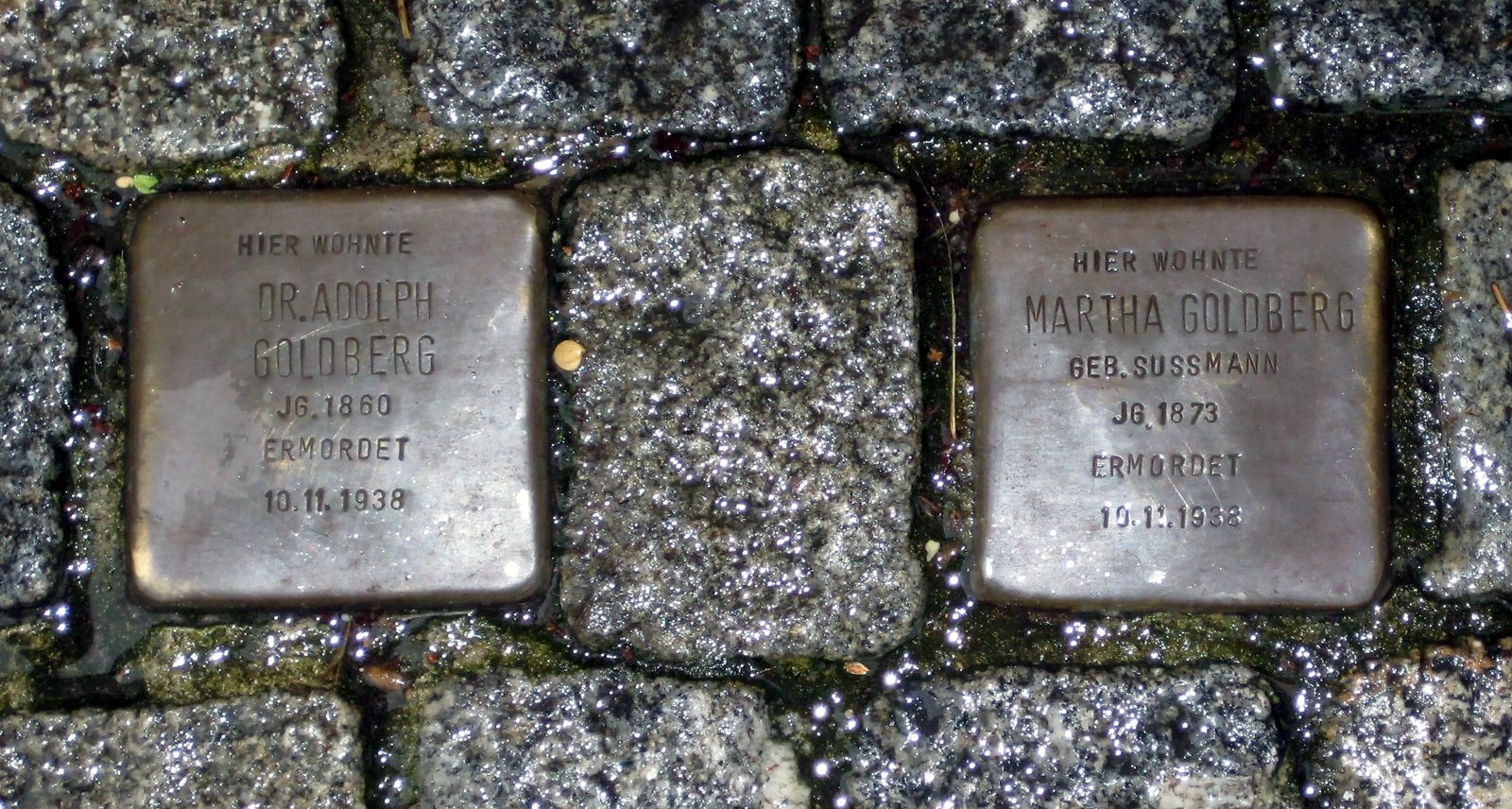
Stolpersteine vor dem Haus Bremerhavener Heerstraße 18 in Burgdamm

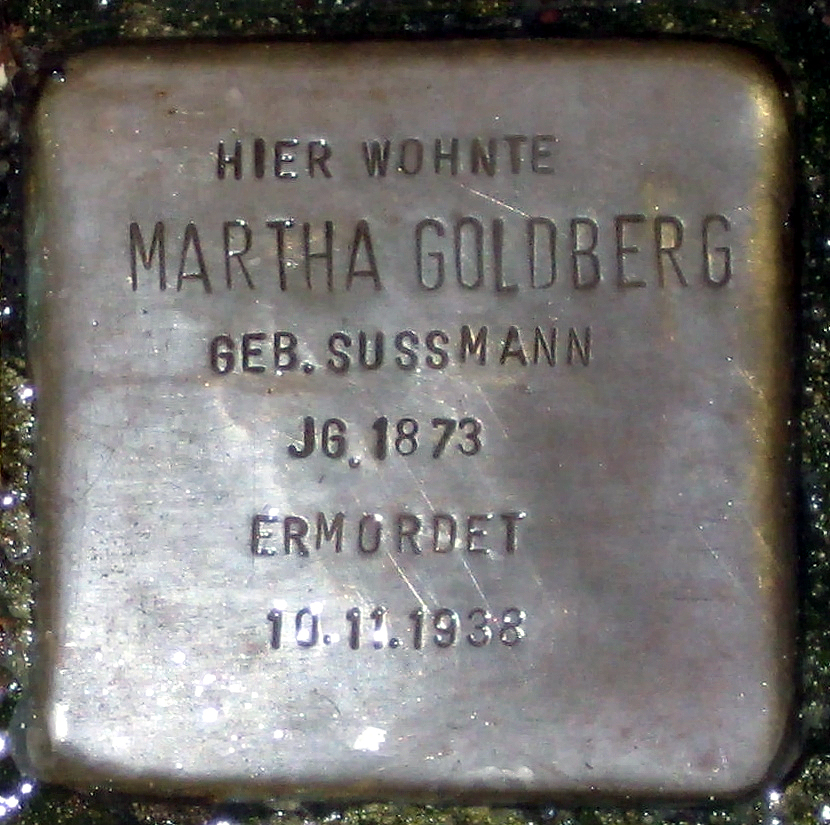
Stolperstein zum Gedenken an Martha Goldberg

Unweit von dieser ehemaligen Hauptsynagoge der jüdischen Gemeinde in Bremen entstand ebenfalls im Jahr 1982 vor dem Haus Landherrn-Amt das Mahnmal für die Opfer der „Reichskristallnacht“, das an Martha und Adolph Goldberg und die übrigen drei jüdischen Opfer der Reichspogromnacht in Bremen (und Umland) erinnert. Das Mahnmal wurde nach einem Entwurf des 1980 verstorbenen Bremer Informel-Künstlers Hans D. Voss ausgeführt. Es ist in schlichten, kubischen Formen aus schwarz gefärbtem Beton gestaltet und trägt eine Gedenktafel mit folgender Inschrift:
UNSERE JÜDISCHEN MITBÜRGER
 MARTHA GOLDBERG
 DR. ADOLF GOLDBERG
 HEINRICH ROSENBLUM
 LEOPOLD SINASOHN
 SELMA SWINITZKI
 WURDEN IN DIESER STADT IN DER
 NACHT VOM 9. ZUM 10.11.1938 ERMORDET
1985 wurde auf Initiative von Schülern ein Platz an der Bremerhavener Heerstraße/Ecke Kellerstraße im Bremer Stadtteil Burglesum in Burgdamm in Goldbergplatz umbenannt. Das Ehepaar Goldberg hatte in der Nähe, an der damaligen Bahnhofstraße und heutigen Bremerhavener Heerstraße, gewohnt und seine Arztpraxis betrieben.
Auf dem Goldbergplatz wurde 1985 ein Gedenkstein zur Erinnerung an die Ermordung des Ehepaars eingeweiht, der in die hochgezogene Naturstein-Randpflasterung eines großen, erhöhten Blumenrondells eingelassen wurde. Der aus Granit bestehende Gedenkstein trägt folgende Inschrift:
AM 10. NOVEMBER 1938
 IN DER "REICHSKRISTALLNACHT"
 WURDEN UNSERE MITBÜRGER
 DAS EHEPAAR DR. ADOLPH
 UND MARTHA GOLDBERG
 VON NATIONALSOZIALISTEN
 ERMORDET
Das 1997 gegründete Kindertagesheim der jüdischen Gemeinde in Bremen-Schwachhausen trägt den Namen Martha Goldberg.
Am Jahrestag der Mordtat, am 10. November 2005, verlegte der Kölner Künstler Gunter Demnig in Burgdamm im Bürgersteig vor dem Haus Bremerhavener Heerstraße 18 (damals Bahnhofstraße 144), wo das Ehepaar Goldberg wohnte und seine Arztpraxis betrieb, zwei „Stolpersteine“ zum Gedenken an sie. Die aus Messing bestehende Abdeckplatte des „Stolpersteins“ für Martha Goldberg wurde von Demnig mit folgender Inschrift versehen:
HIER WOHNTE
 MARTHA GOLDBERG
 GEB. SUSSMANN
 JG. 1873
 ERMORDET
 10.11.1938
Zum Gedenken an die Opfer der Reichspogromnacht und zur Erinnerung an die Verbrechen des Nationalsozialismus findet seit 1998 jährlich im November in Bremen die Nacht der Jugend statt, bei der das historische Rathaus („Weltkulturerbe“) für Jugendliche, aber auch für Ältere offensteht. Die Veranstaltung mit einer Vielzahl von kulturellen und musikalischen Beiträgen wird regelmäßig von mehreren hundert Jugendlichen vorbereitet und von bis zu 2500 Teilnehmern besucht. Das Schicksal der fünf jüdischen Opfer der Reichspogromnacht in Bremen und Umland – Martha Goldberg und Adolph Goldberg sowie Heinrich Rosenblum, Leopold Sinasohn und Selma Swinitzki – wird dabei stets mit behandelt und wurde bereits in unterschiedlichen Arten der Aufarbeitung thematisiert.
Gemeinsam mit der jüdischen Gemeinde gedenken die Fraktionen der Bremischen Bürgerschaft jährlich am 10. November in einer Gedenkstunde am Mahnmal am Landherrn-Amt sowie in einer zentralen Gedenkfeier im Rathaus der Opfer der Reichspogromnacht in Bremen und Umland. Am Denkmal auf dem Goldbergplatz finden alljährlich am 10. November Gedenkstunden statt, und teils erfolgen noch weitere Gedenkveranstaltungen von Institutionen und Vereinigungen wie VVN BdA e. V. an anderen Orten und Gedenkstätten in Bremen.

### Bedeutung
Die öffentliche Aufmerksamkeit für historisch-strukturelle Aufarbeitungen des Nationalsozialismus in Deutschland erhielt seit den 1990er-Jahren neue Impulse. Unter anderem trugen hierzu die so genannte Goldhagen-Debatte 1996 um ein „Volk der Täter“ und der 1996/97 einsetzende Streit um die Wehrmachtsausstellung bei.
Dies regte auch die Recherche nach exemplarischen Einzelfällen an, um die Hintergründe und die Entstehung der Gewalttaten und Verbrechen der Nationalsozialisten einschätzen zu können. Durch Aufarbeitungen von Einzelfällen aus der eigenen Nachbarschaft erfolgte eine Konkretisierung der Vorstellung von den Tätern und Opfern des Nationalsozialismus in Deutschland, die über eine „Mahnmalkultur“ hinausging. So führten die Stolpersteine des Kölner Künstlers Gunter Demnig seit ihrer ersten Installierung im Jahre 1993 vielerorts zu einzelnen, sich verselbständigenden Bürgerinitiativen. Die Frage nach den Auswirkungen des Nationalsozialismus in der eigenen Nachbarschaft weckte Interesse auch insbesondere bei jungen Leuten.
Die Aufklärung von Einzelschicksalen hatte zur Folge, dass einzelne NS-Opfer in ihrem Wirken als Persönlichkeit umfassender als zuvor betrachtet und in ihrer zeitgeschichtlichen Bedeutung unabhängig von ihrem „Opferstatus“ neu wahrgenommen werden. So wird Martha Goldberg heute durch ihr außergewöhnliches soziales Engagement und ihr Wirken als emanzipierte Frau zu den „bekannten Frauen aus Bremens Geschichte“ gerechnet, die das „kulturelle und soziale Leben dieser Stadt entscheidend mitgeprägt haben“. Ihr Schicksal wurde in mehreren Büchern und sonstigen Publikationen mit behandelt, ist Teil der öffentlichen Gedenkarbeit sowie der Auseinandersetzung mit dem Nationalsozialismus in Bremen und Umgebung, insbesondere auch an Schulen und bei Jugendlichen, und gibt so der „Erinnerung einen Namen“.